# 大隈三好
大隈 三好（おおくま みよし、1906年 - 1992年10月3日）は、日本の作家、歴史家。筆名・妻屋大助。

## 来歴
佐賀県生まれ。佐賀師範学校卒業、日本大学中退。1935年硫黄島小学校の教員、三宅島など離島教員、映画会社勤務。
サンデー毎日・大衆文芸賞受賞、1959年、妻屋大助名義の「焼残反故」で小説新潮賞受賞。

## 著書
- 『殉忠真木一族』六合書院、1944
- 『筑紫風雲録』彩光社、1955
- 『艶筆お伽草紙』文芸評論社 艶筆文庫、1956
- 『颯爽柳生剣』東京文芸社、1957
- 『髑髏島秘帖』和同出版社、1958
- 『慕情街道』文祥社、1958
- 『玄海武士』妻屋大助 彩光新社、1959
- 『不知火大名』妻屋大助 光風社、1959
- 『流人人別帳』妻屋大助 和同出版社、1959
- 『若殿日本晴れ』大和出版、1959
- 『夕月武士』妻屋大助 桃源社、1960
- 『出雲鷹』妻屋大助 桃源社、1961
- 『残酷の暗殺史 幕末維新暗殺秘話』日本文芸社、1969
- 『江戸時代流人の生活』雄山閣出版 生活史叢書、1970
- 『原田甲斐』日本文芸社、1970
- 『神風連 神ながらの決起』日本教文社、1971
- 『日本海賊物語』雄山閣出版 物語歴史文庫、1971
- 『敵討の歴史』雄山閣歴史選書、1972、新装版2016
- 『切腹の歴史』雄山閣歴史選書、1973、新装版1995
- 『捕物の歴史』雄山閣歴史選書、1973
- 『伊豆七島流人史』雄山閣歴史選書、1974
  - 『遠島 島流し』雄山閣 江戸時代選書 2003
- 『明治時代流人史』雄山閣歴史選書、1974
- 『神風連蹶起』新人物往来社、1975
- 『西南諸島流人の歴史』雄山閣歴史選書、1977
- 『家紋事典 家紋の由来と解説』金園社、1979
  - 『日本の家紋事典　由来と解説』金園社、2015
- 『江戸時代　流人の生活』雄山閣 生活史叢書、1982
- 『盲人の生活』生瀬克己補訂、雄山閣出版 生活史叢書、1998

### 再話・現代語訳
- ヴィクトル・ユーゴー『ノートルダムの傴僂男 世界名作物語』金鈴社、1947
- 滝沢馬琴原作『里見八犬伝』妙義出版社 少年少女名作文庫、1952
- 山本常朝『葉隠 現代訳』新人物往来社、1975

## 参考
- 『伊豆七島流人史』著者紹介
- 広田広三郎編『文学賞事典』日外アソシエーツ
- 『物故人名大事典』日外アソシエーツ